# 日本ポリスチレン
日本ポリスチレン株式会社（にほんポリスチレン、英文名称Japan PolyStyrene Inc.）は、住友化学と三井化学のポリスチレン事業を統合して設立された合成樹脂メーカー。市場動向の変動により、2009年秋に操業を停止した。かつて存在した日本ポリスチレン工業（略称NPS、2001年に親会社の昭和電工と合併）は別会社であり、直接のつながりはない。

## 沿革
- 1997年8月1日 - 住友化学と三井化学の折半出資により、会社設立。
- 1997年10月1日 - 営業開始。
- 2009年4月2日 - 主な需要家の海外シフトや原料価格の高騰などにより利益の拡大が見込めないとして、2009年9月末をめどに操業を停止し、ポリスチレン事業から撤退すると発表[1]。

## 事業所
- 本社 - 〒103-0023 東京都中央区日本橋本町3-7-2
- 千葉工場 - 〒299-0266 千葉県袖ケ浦市北袖2-1（住友化学千葉工場 袖ケ浦第一地区内）
- 大阪工場・技術開発センター - 〒592-8501 大阪府高石市高砂1-6（三井化学大阪工場内）

## 主な製品
- 汎用ポリスチレン
- 耐衝撃性ポリスチレン
- 特殊グレードポリスチレン（超高強度、高溶融張力、高耐薬品性、超高光沢など）